# Indianapolis 500 in 1975
De 59e Indianapolis 500 werd gereden op zondag 25 mei 1975 op de Indianapolis Motor Speedway. Amerikaans coureur Bobby Unser won de race, die vroegtijdig werd beëindigd wegens het regenweer.

## Startgrid
A.J. Foyt stond voor de vierde en laatste keer in zijn carrière op poleposition op de Indianapolis Motor Speedway.
| Rij | Binnen            | Midden           | Buiten           |
| --- | ----------------- | ---------------- | ---------------- |
| 1   | A.J. Foyt         | Gordon Johncock  | Bobby Unser      |
| 2   | Tom Sneva         | Mike Mosley      | Lloyd Ruby       |
| 3   | Johnny Rutherford | Bill Vukovich II | Salt Walther     |
| 4   | Jimmy Caruthers   | Al Unser         | Johnny Parsons   |
| 5   | Bobby Allison     | Jerry Grant      | Bill Puterbaugh  |
| 6   | John Martin       | Bentley Warren   | Pancho Carter    |
| 7   | Gary Bettenhausen | Jerry Karl       | Wally Dallenbach |
| 8   | Roger McCluskey   | Bob Harkey       | George Snider    |
| 9   | Sammy Sessions    | Sheldon Kinser   | Mario Andretti   |
| 10  | Larry McCoy       | Steve Krisiloff  | Dick Simon       |
| 11  | Mike Hiss         | Eldon Rasmussen  | Tom Bigelow      |

## Race
Wally Dallenbach reed vanaf de 125e ronde comfortabel aan de leiding, maar moest opgeven in ronde 162 met mechanische pech. Johnny Rutherford, die de leiding had overgenomen maakte enkele ronden later een pitstop waardoor Bobby Unser aan de leiding kwam. In de 171e ronde werd de race geneutraliseerd omdat het begon te regenen en drie ronden later werd de race vroegtijdig beëindigd. Bobby Unser won de race voor de tweede keer in zijn carrière.
| #                                                                                 | Coureur             | Auto                  | Ronden | Opgave     |
| --------------------------------------------------------------------------------- | ------------------- | --------------------- | ------ | ---------- |
| 1                                                                                 | Bobby Unser         | Eagle-Offenhauser     | 174    |            |
| 2                                                                                 | Johnny Rutherford   | McLaren-Offenhauser   | 174    |            |
| 3                                                                                 | A.J. Foyt           | Coyote-Foyt           | 174    |            |
| 4                                                                                 | Pancho Carter       | Eagle-Offenhauser     | 169    |            |
| 5                                                                                 | Roger McCluskey     | Riley-Offenhauser     | 167    |            |
| 6                                                                                 | Bill Vukovich II    | Eagle-Offenhauser     | 166    |            |
| 7                                                                                 | Bill Puterbaugh (R) | Eagle-Offenhauser     | 165    |            |
| 8                                                                                 | George Snider       | Eagle-Offenhauser     | 165    |            |
| 9                                                                                 | Wally Dallenbach    | Wildcat-SGD           | 162    | Mechanisch |
| 10                                                                                | Bob Harkey          | McLaren-Offenhauser   | 162    |            |
| 11                                                                                | Steve Krisiloff     | Eagle-Offenhauser     | 162    |            |
| 12                                                                                | Sheldon Kinser (R)  | Kingfish-Offenhauser  | 161    |            |
| 13                                                                                | Jerry Karl          | Eagle-Chevrolet       | 161    |            |
| 14                                                                                | Jimmy Caruthers     | Eagle-Offenhauser     | 161    |            |
| 15                                                                                | Gary Bettenhausen   | Eagle-Offenhauser     | 158    | Ongeval    |
| 16                                                                                | Al Unser            | Eagle-Offenhauser     | 157    | Mechanisch |
| 17                                                                                | Samy Sessions       | Eagle-Offenhauser     | 155    | Mechanisch |
| 18                                                                                | Tom Bigelow         | Vollstedt-Offenhauser | 151    | Mechanisch |
| 19                                                                                | Johnny Parsons      | Eagle-Offenhauser     | 140    | Mechanisch |
| 20                                                                                | Jerry Grant         | Eagle-Offenhauser     | 137    | Mechanisch |
| 21                                                                                | Dick Simon          | Eagle-Foyt            | 133    |            |
| 22                                                                                | Tom Sneva           | McLaren-Offenhauser   | 125    | Ongeval    |
| 23                                                                                | Bentley Warren      | Kingfish-Offenhauser  | 120    |            |
| 24                                                                                | Eldon Rasmussen (R) | Rascar-Foyt           | 119    | Mechanisch |
| 25                                                                                | Bobby Allison       | McLaren-Offenhauser   | 112    | Mechanisch |
| 26                                                                                | Mike Mosley         | Eagle-Offenhauser     | 94     | Mechanisch |
| 27                                                                                | John Martin         | McLaren-Offenhauser   | 61     | Mechanisch |
| 28                                                                                | Mario Andretti      | Eagle-Offenhauser     | 49     | Ongeval    |
| 29                                                                                | Mike Hiss           | Finley-Offenhauser    | 39     | Ongeval    |
| 30                                                                                | Larry McCoy (R)     | Rascar-Offenhauser    | 24     | Mechanisch |
| 31                                                                                | Gordon Johncock     | Wildcat-SGD           | 11     | Mechanisch |
| 32                                                                                | Lloyd Ruby          | McLaren-Offenhauser   | 7      | Mechanisch |
| 33                                                                                | Salt Walther        | McLaren-Offenhauser   | 2      | Mechanisch |
| Gemiddelde snelheid : 240,135 km/h - Snelste Ronde : Gordon Johncock, 301,12 km/h |                     |                       |        |            |